# Chlumský potok (přítok Vranidolského potoka)
Chlumský potok je levostranný přítok Vranidolského potoka protékající na rozhraní okresů Havlíčkův Brod a Kutná Hora. Délka jeho toku činí 6,1 km.

## Průběh toku

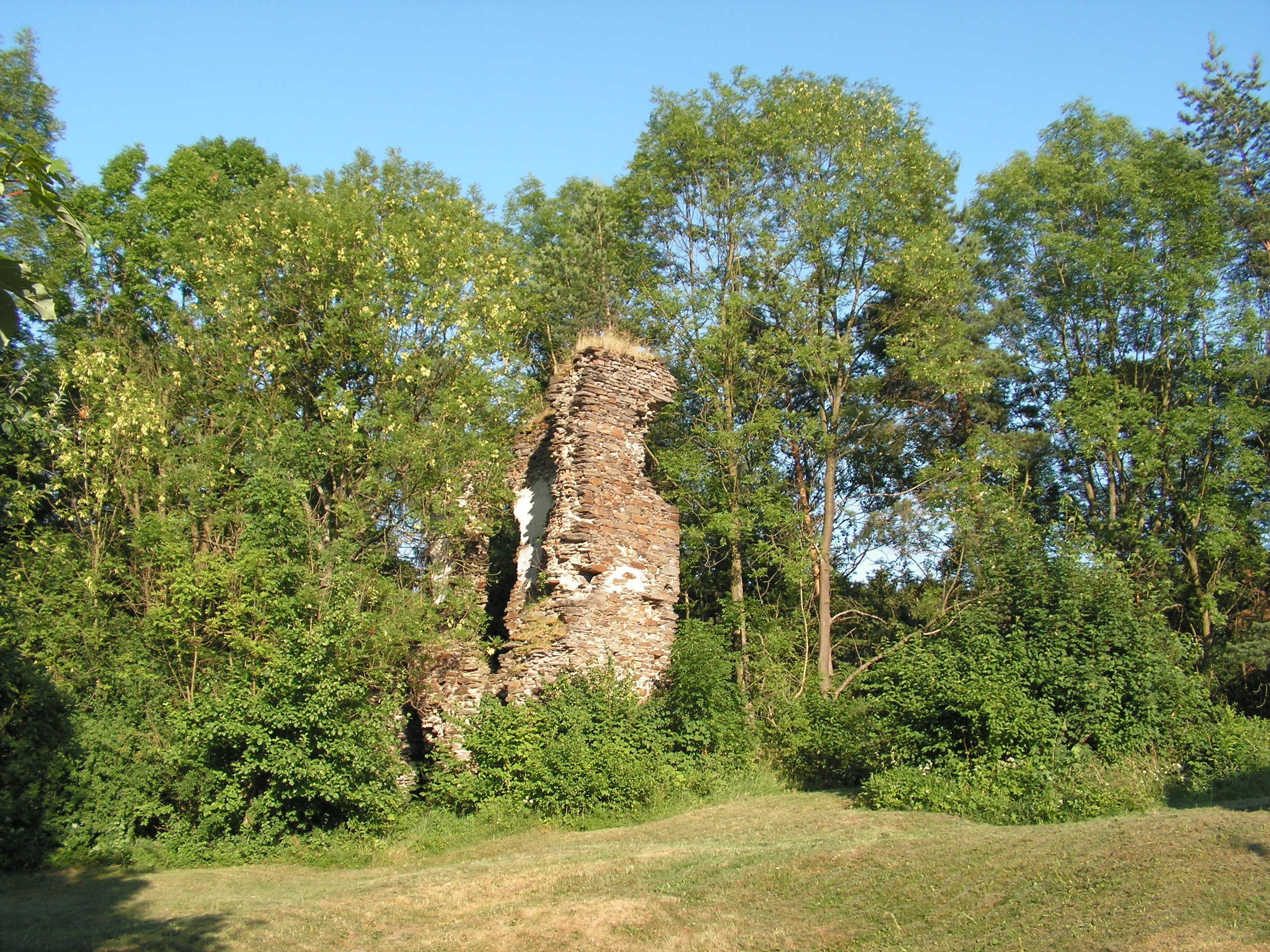
Zřícenina hradu Chlum

Potok pramení severovýchodně od Tunochod na jihozápadním okraji Chraňbožského lesa v nadmořské výšce cca 530 m. Teče převážně severovýchodním směrem. Na horním toku protéká v délce více než dvou kilometrů výše zmíněným lesem. Zde se na jeho toku nachází přírodní rezervace Velká a Malá olšina s masivním výskytem bledule jarní (Leucojum vernum). Dalším důvodem ochrany této části toku je vyskytující se střevle potoční (Phoxinus phoxinus). Po opuštění Chraňbožského lesa protéká potok východním okrajem vesničky Chlum, kde napájí místní rybník. Na malé ostrožně nad rybníkem se nachází zřícenina hradu Chlum. Dále potok proudí při severozápadním okraji Kunického lesa ke Kluckým Chvalovicím, u jejichž jihovýchodního okraje se zleva vlévá do Vranidolského potoka na jeho 6,5 říčním kilometru v nadmořské výšce cca 400 m.

### Větší přítoky
Potok nemá žádné větší přítoky.